# ダビド・スアソ
オスカル・ダビド・スアソ・ベラスケス（Óscar David Suazo Velázquez, 1979年11月5日 - ）は、ホンジュラス・サン・ペドロ・スーラ出身の元同国代表サッカー選手、現サッカー指導者。選手時代のポジションはフォワード。

## 経歴

### カリアリ
1999年にカリアリ・カルチョへ移籍。マウロ・エスポージト、アントニオ・ランジェッラと共に形成される3トップの頂点を務め、2005-06シーズンは22得点を挙げクラブ最多得点記録を更新、セリエA得点ランキング第3位となった。
ACミランを始め各国のビッグクラブからオファーが絶えず、最終的に自身の意見が優先され2007-08シーズンからはインテルナツィオナーレ・ミラノへ移籍する事になった。

### インテル
インテルでは8ゴールを記録するなどまずまずの結果を残すも、2008-09シーズンから監督に就任したジョゼ・モウリーニョが3トップを採用することや若手のマリオ・バロテッリが台頭してきたことにより、出場機会を求め移籍を希望。一時はASローマへの移籍が濃厚と見られたが、結局SLベンフィカへレンタル移籍することとなった。
2009-10シーズンにインテルに復帰したが出場機会は少なく、2009年12月30日にジェノアCFCへレンタル移籍することが発表された。

### カターニア
2011年8月11日、カルチョ・カターニアに1年契約で移籍した。2011-2012シーズン終了後にカターニアを退団し無所属の状態が続いていたが、2013年3月28日に現役引退を表明した。

### 代表
ホンジュラス代表としては、ユースでは1999 FIFAワールドユース選手権やシドニーオリンピックに出場。A代表としてはホンジュラスが3位となった2001年のコパアメリカや2003年のCONCACAFゴールドカップに出場。2010 FIFAワールドカップ予選ではエースストライカーとしてホンジュラスのワールドカップ出場に貢献した。
2005年9月7日に行われた日本代表との国際親善試合ではハットトリックを決めた。

## 引退後
2015年4月21日、カリアリのアシスタントコーチに就任。2016-17シーズンは同クラブのU-17部門で指揮を執った。

## 代表歴

### 出場大会
- ホンジュラス代表
  - 2010 FIFAワールドカップ

### 試合数
- 国際Aマッチ 57試合 17得点（1999年-2012年）[6]

| ホンジュラス代表 | 国際Aマッチ | 国際Aマッチ |
| 年               | 出場        | 得点        |
| ---------------- | ----------- | ----------- |
| 1999             | 1           | 0           |
| 2000             | 6           | 2           |
| 2001             | 8           | 0           |
| 2002             | 1           | 0           |
| 2003             | 4           | 0           |
| 2004             | 6           | 5           |
| 2005             | 0           | 0           |
| 2006             | 2           | 1           |
| 2007             | 4           | 1           |
| 2008             | 9           | 5           |
| 2009             | 7           | 2           |
| 2010             | 6           | 0           |
| 2011             | 0           | 0           |
| 2012             | 3           | 1           |
| 通算             | 57          | 17          |

## タイトル

### クラブ
オリンピア
- リーガ・ナシオナル : 1998-99
- スーペルコパ・デ・ホンジュラス（英語版）: 1996-97
- コパ・デ・ホンジュラス（英語版）: 1998

カリアリ
- セリエB : 2003-04

インテル
- セリエA : 2007-08, 2009-10
- スーペルコッパ・イタリアーナ : 2010
- コッパ・イタリア : 2009-10
- UEFAチャンピオンズリーグ : 2009-10
- FIFAクラブワールドカップ : 2010

ベンフィカ
- タッサ・ダ・リーガ 2008-09

### 個人
- セリエA年間最優秀外国人選手 : 2006